# Денисов Сергій Прокопович
Дени́сов Сергі́й Проко́пович (нар. 12 (25) грудня 1909 — пом. 6 червня 1971) — радянський військовий льотчик, герой Громадянської війни в Іспанії та боїв на річці Халхин-Гол, учасник Другої світової війни. Один з п'яти довоєнних двічі Героїв Радянського Союзу, генерал-лейтенант авіації (1940).

## Біографія
Народився 12 (25) грудня 1909 року в слободі Розсош Острогозького повіту Воронезької губернії (тепер — місто Воронезької області) в робітничій родині. Росіянин.

### Початок служби
В лавах РСЧА з 1929 року, службу проходив мотористом загону. У 1931 році закінчив військову авіаційну школу пілотів. Проходив службу молодшим льотчиком 11-ї авіаційної ескадрильї 111-ї винищувальної авіаційної бригади ВПС Ленінградського ВО. Потім був старшим льотчиком і командиром авіаланки 41-ї винищувальної авіаескадрильї 83-ї винищувальної авіаційної бригади Білоруського ВО.

### В Іспанії
З листопада 1936 по квітень 1937 років старший лейтенант С. П. Денисов добровольцем брав участь в Громадянській війні в Іспанії. Командував авіаційним загоном.
Здійснив понад 200 бойових вильотів. З власних слів збив особисто 13 та в групі 6 ворожих літаків (документально підтверджено 3 особисті та 4 групові перемоги).

### 1937—1941 роки
Після повернення з Іспанії військова кар'єра С. П. Денисова почала стрімко зростати: протягом 1937 року він, достроково, отримав відразу три військових звання капітана, майора і полковника.
У квітні 1937 року призначений командиром ескадрильї, проте вже на кінець місяця призначений командиром винищувального авіаполку.
З серпня 1937 року — командир 142-ї винищувальної авіаційної бригади Білоруського ВО.
22 лютого 1938 року отримав військове звання комбриг.
У 1938 році призначений командуючим 2-ю авіаційною армією особливого призначення (м. Вороніж).
У 1939 році був командирований до зони бойових дій проти японських мілітаристів, брав участь в боях на річці Халхин-Гол. 8 серпня 1939 року присвоєне військове звання комдив.
Після повернення з командировки, навчався на курсах удосконалення командного складу при Академії Генштабу РСЧА.
Учасник Радянсько-фінської війни 1939—1940 років як начальник ВПС 7-ї армії Північно-Західного фронту.
З квітня 1940 року — командувач ВПС Закавказького ВО.
Постановою РНК СРСР від 4 червня 1940 року комдиву Денисову С. П. було присвоєне військове звання «генерал-лейтенант авиації».

### Радянсько-німецька війна
Учасник Радянсько-німецької війни. З серпня 1941 року — начальник Качинської Червонопрапорної військової авіаційної школи пілотів імені Мясникова. У грудні 1942 року за допущені недоліки в організації роботи школи був усунутий з посади й направлений в розпорядження командувача ВПС РСЧА.
З лютого 1943 по лютий 1944 року — командир 283-ї винищувальної авіаційної дивізії 16-ї повітряної армії. Під керівництвом генерал-лейтенанта С. П. Денисова воїни дивізії в боях під Орлом і Курськом здійснили 1400 бойових вильотів, у 67-ми повітряних боях збили 73 ворожих літаки, втративши при цьому 16 своїх (відношення 4:1).
У лютому 1944 року за допущені значні порушення військової дисципліни був з пониженням направлений на тилову роботу старшим помічником начальника 4-го відділу з тактичної підготовки Управленнія формування і військової підготовки ВПС Червоної Армії.

### Повоєнні роки
З лютого 1946 року перебував у розпорядженні командувача ВПС Червоної Армії.
У червні 1946 року направлений на навчання до Вищої військової академії РСЧА імені Ворошилова.
У листопаді 1947 року за станом здоров'я вийшов у відставку.
Мешкав у Москві. Був депутатом Верховної Ради СРСР 1-го скликання (1937—1946 роки).
Помер 6 червня 1971 року. Похований на Новодівочому цвинтарі в Москві.

## Нагороди
Указом Президії Верховної Ради СРСР від 4 липня 1937 року командиру загону 41-ї винищувальної авіаційної ескадрильї 83-ї винищувальної авіаційної бригади капітану Денисову Сергію Прокоповичу присвоєне звання Героя Радянського Союзу з врученням ордена Леніна, а після встановлення особливої відзнаки й медаль «Золота Зірка» (№ 51).
Указом Президії Верховної Ради СРСР від 21 березня 1940 року за вміле керівництво бойовими діями при прориві лінії Маннергейма, начальник ВПС 7-ї армії Північно-Західного фронту комдив Денисов Сергій Прокопович удостоєний другої медалі «Золота Зірка» (№ 4).
Нагороджений двома орденами Червоного Прапора, орденами Олександра Невського та Червоної Зірки, медалями.
Також нагороджений орденом Червоного Прапора Монгольської Народної Республіки.

## Пам'ять
В селі Постоялівка Ольховатського району Воронезької області встановлено бронзове погруддя Героя.